# Mitracarpus squarrosus
Mitracarpus squarrosus är en måreväxtart som först beskrevs av Eduard Friedrich Poeppig, Adelbert von Chamisso och Diederich Franz Leonhard von Schlechtendal, och fick sitt nu gällande namn av Dc.. Mitracarpus squarrosus ingår i släktet Mitracarpus och familjen måreväxter.
Artens utbredningsområde är Kuba. Inga underarter finns listade i Catalogue of Life.